# آرو

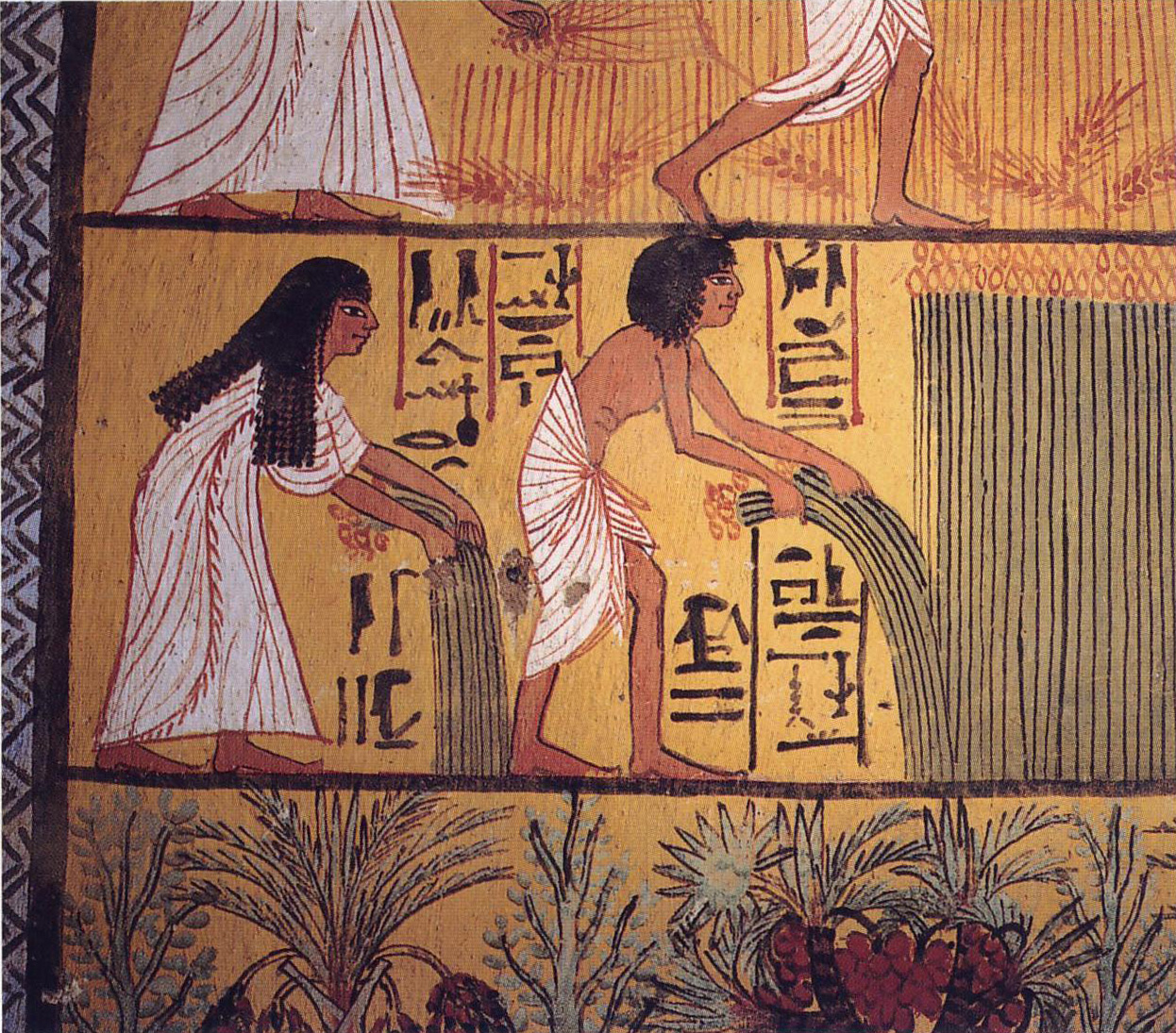
حصاد القصب في مصر القديمة.

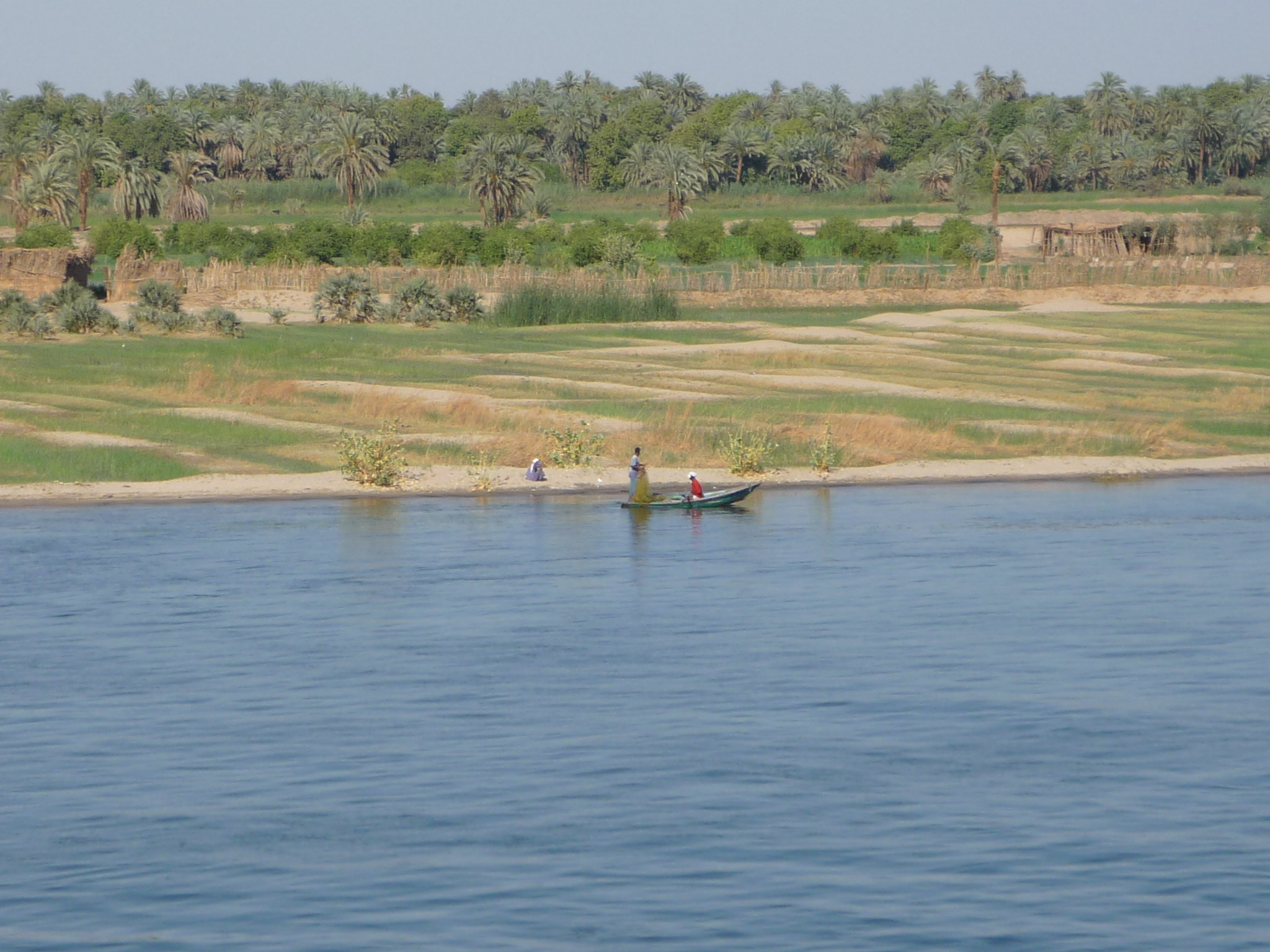
حقول القصب على ضفاف النيل قرب مدينة كوم أمبو في مصر.

آرو أو حقول القصب هو عالم حقولٍ من القصب يظهر في الأساطير المصرية القديمة، كان يعتقد قدماء المصريين أن الموتى الصَّالحين يعيشون فيه بنعيمٍ دائمٍ في الحياة الأخرى بعد الموت.

يُسمَّى باللغة الهيروغليفية: 
| M17 | G1 | D21 | G43 | M2 | M2 | M2 |

كانت آرو أو حقول القصب بمثابة الجنة بالنسبة للمصريّين القدماء، حيث يقضون ما كانوا يعتقدون أنه حياة ثانية يعيشونها بعد موتتهم الأولى. إلا أنَّهم كانوا يواجهون خلال عبورهم نحو آرو محاسبةً في قاعة الحقيقتين بمنزل أوزيريس، توضع فيها قلوبهم على ميزانٍ ذو كفَّتين مع ريشة لإله الموت أنوبيس، فإن كانت قلوبهم أخفَّ من الريشة يعبرون إلى الجنة إن كانوا صالحين، وأما إن كانت قلوبهم أثقل - أي كانوا مثقلين بالذنوب والخطايا - فكان يلقى بقلوبهم إلى المخلوق أمت ليلتهمها، لتكون تلك ميتتهم الثانية، فيختفون تماماً من العالم وينتهي وجودهم، وتظلّ أرواحهم تتعذَّب إلى الأبد.
وقعت آرو أو حقول القصب بعيداً شرقاً، حيث تشرق الشمس. وقد بدت حسب تخيّل قدماء المصريّين كما تبدو اليوم دلتا النيل، لكن مع حقولٍ هائلةٍ من القصب تمتدُّ على مرأى البصر إلى الما لا نهاية. وهناك حظي الموتى بالكثير من الطعام اللذيذ، واستمتعوا بالصيد والرياضة، وقد كان موتى المصريين يقومون في حياتهم الثانية بنفس أعمالهم التي كانوا يمارسونها بالحياة الدنيوية، إلا أن عمَّالاً سحريّين اسمهم الأوشبتي كانوا يتولَّون القيام بتلك المهامّ عوضاً عنهم، مثل الزراعة والحصاد وغيرها من الأعمال، فيما يكتفون هم بالاستراحة والاستمتاع بوقتهم. إلا أنَّ أساس العالم ككلٍّ لم يختلف عن حاله في الحياة الأولى آخر الأمر، حيث بقي الفراعنة فراعنة، وبقيت الآلهة آلهة، وظلَّ الناس يعملون ويأكلون وحبون ويعبدون كما في الحياة الدنيوية تماماً، بل وقد كان الأزواج المتحابّون يأملون التلاقي مجدداً في حياتهم الثانية ويرسمون ذلك على جدران قبورهم.
لم تكن تُمنَح الحياة الثانية في حقول القصب إلا للناس الذين حظوا بمراسم تشييعٍ وتحنيطٍ ودفنٍ خاصَّة وفق الطقوس الجنائزية المصرية القديمة، ولذلك كانت دائماً للأغنياء فرص أكبر للفوز بهذه الحياة، فيما واجه الفقراء مصاعب حيال تأدية الطقوس بالشكل المناسب لموتاهم. وقد كان الهرم الاجتماعي يحافظ على حاله في الحياة بحقول القصب، فالأغنياء يظلّون أغنياء، والفقراء يظلّون فقراء، والفراعنة والآلهة يحظون بنفس منزلتهم السابقة. ولهذا السَّبب كان بعض الفراعنة الجدد يطمسون قبور خلفائهم ممَّن نافسوهم، لتقليل فرصهم في بلوغ حقول القصب، ومن أمثلة ذلك طمس تحتمس الثالث في عهده لقبر خليفته حتشبسوت.